# Rolf Singer
Rolf Singer, född den 23 juni 1906 i Schliersee, död den 18 januari 1994 i Chicago, var en tysk-amerikansk mykolog och en av de viktigaste taxonomerna inom Agaricales under 1900-talet.
Singer, vars far var konstnär, disputerade 1931 för filosofie doktorsgrad vid Wiens universitet och arbetade därefter i München. 1933 tvingades han fly från Nazityskland till Wien; sedan flyttade han tillsammans med sin hustru till Barcelona där han blev utsedd till assisterande professor vid Universidad Autónoma de Barcelona. År 1934 tvingades paret Singer att fly till Frankrike. Efter arbete på Muséum national d'histoire naturelle gick flytten till Leningrad och arbete som vetenskaplig expert vid Sovjetunionens vetenskapliga akademis botaniska trädgård. Under sin anställning där gjorde Singer många expeditioner till Sibirien, Altaj och Karelen. 1941 emigrerade Singer till USA och erbjöds arbete vid Farlow Herbarium, under sina sju år där tilldelades han Guggenheim Fellowship.
1948 lämnade Singer USA för att bli professor vid Universidad Nacional de Tucuman i Argentina, 1961 blev han professor vid Universidad de Buenos Aires. Hans sista fakultetstjänst var vid University of Illinois at Chicago mellan 1968 och 1977. 
Singer var en produktiv författare med över 400 publikationer. Han var även känd för att vilja hjälpa andra botaniker, vare sig de var professionella eller amatörer.
Auktorsnamnet Singer kan användas för Rolf Singer i samband med ett vetenskapligt namn inom botaniken; se Wikipediaartiklar som länkar till auktorsnamnet.